# الصليب الأحمر الألماني
الصليب الأحمر الألماني (بالألمانية:Deutsches Rotes Kreuz) ، وتختصر DRK ، أسست سنة 1864م، وهي مؤسسة غير حكومية، وكانت داعماً للجيش الألماني خلال الحرب العالمية الأولى والحرب العالمية الثانية.

علم الصليب الأحمر الدولي.

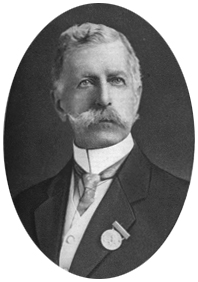
كورت فون بيفول كان رئيسا للصليب الأحمر الدولي خلال الحرب العالمية الأولى.

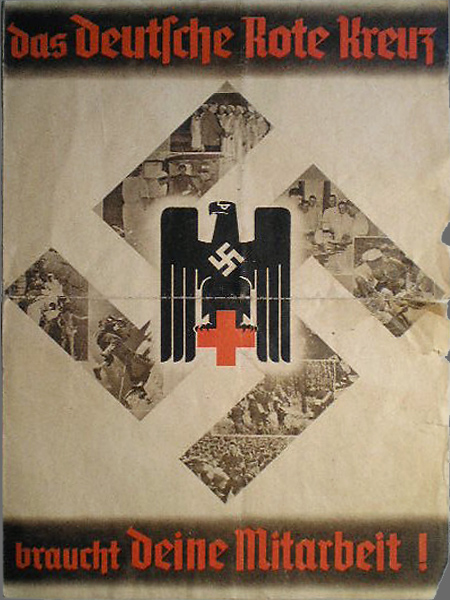
شعار الصليب الأحمر الدولي خلال فترة الحكم النازية (1936-1945)

## وصلات خارجية
- German Red Cross
- German Red Cross Youth
- GRC lifeguard service